# Caput medusae
Caput medusae è un termine con cui si indica la situazione patologica in cui le vene periombelicali sono ingrossate ed estese a raggiera sulla parete anteriore dell'addome, divenendo così visibili a livello cutaneo a partire dall'ombelico. Il nome caput medusae (in latino "testa di Medusa") deriva dalla somiglianza delle vene alla rappresentazione iconografica dei capelli di Medusa, trasformati in serpenti da Atena.

## Cause
Una delle principali cause del caput medusae è dovuta all'ostruzione dei circoli della vena porta, che si verifica soprattutto in pazienti affetti da patologie epatiche (come la cirrosi epatica). Per bypassare il circolo portale, vengono attivate anastomosi fra le vene paraombelicali e le vene epigastriche, le quali a loro volta scaricano nelle vene cave superiori e inferiori. Questa anastomosi è una delle tante raggruppate sotto il nome di anastomosi porto-sistemiche, ovvero anastomosi che si stabiliscono in determinate situazioni tra il sistema della vena porta e quello delle vene sistemiche (cava superiore e inferiore).